# Пичевка (Мордовия)
Пичевка — посёлок в Зубово-Полянском районе Мордовии России. Входит в состав Анаевского сельского поселения.

## История
В «Списке населённых мест Тамбовской губернии за 1866» Пичевка — казённая деревня из 129 дворов Спасского уезда.

## Население
| 2002 | 2010 |
| ---- | ---- |
| 170  | ↘167 |

## Национальный состав
Согласно результатам Всероссийской переписи населения 2002 года, в национальной структуре населения мордва-мокша составляли 98 %.